# Знаменский сельсовет (Воскресенский район)
Знаменский сельсовет — упразднённая административно-территориальная единица, существовавшая на территории Московской губернии и Московской области до 1927 и в 1958—1977 годах.
Впервые Знаменский сельсовет был образован в первые годы советской власти. По данным 1919 года он входил в состав Ашитковской волости Бронницкого уезда Московской губернии.
В 1923 году к Знаменскому с/с был присоединён Ново-Марьинский с/с, но уже в 1925 году он был выделен обратно.
В 1927 году Знаменский с/с был упразднён.
По данным 1926 года в состав сельсовета входил 1 населённый пункт — деревня Знаменка.
Вторично Знаменский с/с был образован 27 августа 1958 года в составе Воскресенского района Московской области путём объединения Дворниковского и Левычинского с/с.
30 декабря 1962 года Воскресенский район был упразднён и Знаменский с/с вошёл в Люберецкий сельский район. 
21 ноября 1964 года Люберецкий сельский район был переименован в Люберецкий, в состав которого вошёл Знаменский с/с.
11 января 1965 года Знаменский с/с был возвращён в восстановленный Воскресенский район.
28 января 1977 года Знаменский сельсовет был упразднён. При этом селения Дворниково, Знаменка и Марьинка были переданы в Ашитковский с/с, а Левычино — в административное подчинение рабочему посёлку имени Цюрупы.